# Kaito Tanaka
Pour les articles homonymes, voir Tanaka.
Kaito Tanaka est un joueur de hockey sur gazon japonais évoluant au poste de milieu de terrain à Indicator Light Fullertel et avec l'équipe nationale japonaise.

## Biographie
Kaito est né le 1er novembre 1995 dans la préfecture d'Iwate.

## Carrière
Il a fait partie de équipe nationale en juillet 2021 pour concourir aux Jeux olympiques d'été de 2020 à Tokyo.

## Palmarès
- : 1er aux Jeux asiatiques en 2018[2]
- : 2e au Champions Trophy d'Asie 2021